# Boris Trajkovski
Boris Trajkovski (em cirílico, Борис Трајковски, Monospitovo, 25 de junho de 1956 – Mostar, 26 de fevereiro de 2004) foi Presidente da República da Macedônia (atual Macedônia do Norte), de 1999 até 2004.
Nascido na cidade de Monospitovo, próximo da cidade de Estrúmica em uma família metodista, Trajkovski se graduou como advogado em 1980 na Universidade Metodista de Escópia.
Em 2004 morreu tragicamente em acidente aéreo com o avião presidencial. Após sua morte ocorreram novas eleições, assumindo o cargo de presidente Branko Crvenkovski (Primeiro-ministro durante a presidência de Trajkovski).